# Piper viridistachyum
Piper viridistachyum är en pepparväxtart som beskrevs av Truman George Yuncker. Piper viridistachyum ingår i släktet Piper och familjen pepparväxter. Inga underarter finns listade i Catalogue of Life.